# Hertník
Hertník este o comună slovacă, aflată în districtul Bardejov din regiunea Prešov. Localitatea se află la altitudinea de 463 m deasupra n.m., se întinde pe o suprafață de 17,97 km2 și în 2017 număra 1.041 de locuitori. Se învecinează cu Bartošovce și Fričkovce.

## Istoric
Localitatea Hertník este atestată documentar din 1351.

## Demografie
| An:                | 1994 | 2004   | 2014   | 2024   |
| ------------------ | ---- | ------ | ------ | ------ |
| Număr de persoane: | 970  | 1004   | 1025   | 1010   |
| Diferență:         |      | +3,50% | +2,09% | −1,46% |

| An:                | 2023 | 2024   |
| ------------------ | ---- | ------ |
| Număr de persoane: | 1005 | 1010   |
| Diferență:         |      | +0,49% |